# Ambrosius Rhodius (Astrologe)
Ambrosius Rhodius (* 10. November 1605 Kemberg; † 27. Dezember 1696 ebenda) war ein deutscher Mediziner und Astrologe.

## Leben
Ambrosius Rhodius war ein Sohn des Kemberger Pfarrers Jacob Rhode († 1636) und von Elisabeth geb. Freywald († 1636); damit war er ein Neffe des gleichnamigen Ambrosius Rhode. Bis zu seinem 15. Lebensjahr erhielt er von seinem Vater Unterricht. Danach wurde an ihn eine Freistelle an der Fürstenschule St. Augustin in Grimma vergeben. Kurz vor Ende der Ausbildung brach Rhodius diese wegen einer aufkommenden Pestepidemie ab. Danach begann er im April 1627 ein Studium an der Universität Wittenberg, wo er ein Schüler seines ihn sehr beeinflussenden Onkels A. Rhode war. 1629 erwarb er den Titel eines Magisters der Philosophie, worauf er das Studium auf dem Gebiet der Medizin und verwandten Richtungen fortsetzte. Auch mit der Astrologie beschäftigte er sich intensiv. 1632 wechselte Rhodius an die Universität in Königsberg, wo er sein Studium fortsetzte. Zur Bestreitung seines Lebensunterhaltes hielt er dort auch Vorlesungen über Physik und Mathematik. Nach drei Jahren siedelte er nach Kopenhagen über. Dort setzte er sein Studium fort, wurde jedoch letztlich nicht promoviert, da er die Kosten dafür nicht aufbringen konnte. Rhodius nahm daraufhin eine Stelle als Arzt im Kopenhagener Kinderhaus an. Obwohl in der Stadt eine gefährliche Epidemie ausbrach, beschloss er dort zu bleiben. Er hatte inzwischen viele einflussreiche Personen kennengelernt und sich auch in Frl. Anna, die Tochter seines Hauswirtes Frederici Severini (Sörensen) verliebt. 1637 erhielt Rhodius die Berufung für die Professur für Physik und Mathematik am Gymnasium in Christiania. Des Weiteren erhielt er dort die Stelle des Amtsarztes. Dadurch finanziell abgesichert, war es ihm möglich 1638 Anna Frederiksdotter zu ehelichen; diese Verbindung blieb ohne Nachkommen. 1647 wurde Rhodius in den ehrenhaften Kreis der Domherren von Christiania aufgenommen. In jenen Jahren verfasste er mehrere Veröffentlichungen und beschäftigte sich daneben intensiv mit der Astrologie. So prophezeite er, in Form eines lateinischen Gedichtes, 1657 dem Dänenkönig Friedrich III. die Souveränität und Erbfolge seines Hauses, die drei Jahre später in Erfüllung ging. Offenbar sich auch ansonsten als Sterndeuter betätigend, stieg einerseits der Einfluss von Rhodius, während er sich andererseits auch mächtige Feinde schuf. Das offenbar unkluge selbstbewusste Gerede seiner Frau Anna über andere Leute hatte zur Folge, dass sie und ihr Mann nach Lappland, in die Festung Vardöhus, verbannt wurden. 1666 gestattete man Rhodius die Rückkehr. Trotz vielfältiger Versuche gelang es ihm nicht, seine Frau frei zu bekommen, die in der Verbannung verstarb. Daraufhin kehrte er in die Heimat, nach Kemberg zurück. Hier ging Rhodius 1675 eine zweite Ehe mit Anna Dorothea Gröllmann († 1729), einer Superintendententochter aus Gräfenhainichen ein. Zur Bestreitung des Lebensunterhaltes hielt Rhodius bis ins hohe Alter im nahen Wittenberg Vorlesungen an der Universität.      

## Schriften
- M. Ambrosii Rhodii dialogus de transmigratione animarum Pythagorica […]. 1638.
- Disputationes supra ideam medicinae philosophicae Petri Severini. 1643.